# Юссеф Ель-Арабі
Юссеф Ель-Арабі (фр. Youssef El-Arabi; нар. 3 лютого 1987, Кан, Франція) — марокканський футболіст, нападник кіпрського клубу АПОЕЛ.

## Клубна кар'єра
У дорослому футболі дебютував 2008 року виступами за команду клубу «Кан», в якій провів три сезони. 
Згодом з 2011 по 2012 рік грав у складі аравійського клубу «Аль-Гіляль».
Своєю грою за останню команду привернув увагу представників тренерського штабу іспанської «Гранада», до складу якої приєднався 2012 року. Відіграв за клуб з Гранади наступні чотири сезони своєї ігрової кар'єри. Більшість часу, проведеного у складі «Гранади», був основним гравцем атакувальної ланки команди.
До складу катарського клубу «Аль-Духаїль» приєднався 2016 року. Відіграв за клуб три сезони. 
До грецького «Олімпіакоса» приєднався влітку 2019. За підсумками першого сезону виступів за команду став найкращим голеадором чемпіонату, забивши 20 м'ячів.

## Виступи за збірну
2010 року дебютував в офіційних матчах у складі національної збірної Марокко.
У складі збірної був учасником Кубка африканських націй 2012 року у Габоні та Екваторіальній Гвінеї, Кубка африканських націй 2013 року у ПАР, Кубка африканських націй 2017 року у Габоні.

## Титули і досягнення

### Командні
- Володар Кубка наслідного принца Саудівської Аравії (1):

«Аль-Гіляль»: 2011-12
- Чемпіон Катару (2):

«Ад-Духаїль»: 2016-17, 2017-18
- Володар Кубка Еміра Катару (2):

«Ад-Духаїль»: 2018, 2019
- Володар Кубка наслідного принца Катару (1):

«Ад-Духаїль»: 2018
- Володар Кубка шейха Яссіма (1):

«Ад-Духаїль»: 2016
- Чемпіон Греції (3):

«Олімпіакос»: 2019-20, 2020-21, 2021-22
- Володар Кубка Греції (1):

«Олімпіакос»: 2019–20
- Переможець Ліги конференцій УЄФА (1):

«Олімпіакос»: 2023–24
- Володар Суперкубка Кіпру (1):

АПОЕЛ: 2024

### Особисті
- Найкращий бомбардир Чемпіонату Катару (2):

«Ад-Духаїль»: 2016-17, 2017-18
- Найкращий бомбардир Чемпіонату Греції (2):

«Олімпіакос»: 2019–20, 2020–21
- Найкращий бомбардир Чемпіонату Кіпру (1):

АПОЕЛ: 2024–25

## Статистика виступів

### Статистика клубних виступів
| Команда           | Сезон             | Чемпіонат         | Чемпіонат | Чемпіонат | Національний кубок | Національний кубок | Континентальні кубки | Континентальні кубки | Усього | Усього |
| Команда           | Сезон             | Ліга              | Ігор      | Голів     | Ігор               | Голів              | Ігор                 | Голів                | Ігор   | Голів  |
| ----------------- | ----------------- | ----------------- | --------- | --------- | ------------------ | ------------------ | -------------------- | -------------------- | ------ | ------ |
| «Кан»             | 2008–09           | Ліга 1            | 3         | 0         | 0                  | 0                  | –                    | –                    | 3      | 0      |
| «Кан»             | 2009–10           | Ліга 2            | 34        | 11        | 0                  | 0                  | –                    | –                    | 34     | 11     |
| «Кан»             | 2010–11           | Ліга 1            | 38        | 17        | 1                  | 0                  | –                    | –                    | 39     | 17     |
| «Кан»             | Разом             | Разом             | 75        | 28        | 1                  | 0                  | –                    | –                    | 76     | 28     |
| «Аль-Гіляль»      | 2011–12           | Саудівська Аравія | 21        | 12        | 5                  | 0                  | 6                    | 4                    | 32     | 16     |
| «Аль-Гіляль»      | Разом             | Разом             | 21        | 12        | 5                  | 0                  | 6                    | 4                    | 32     | 16     |
| «Гранада»         | 2012–13           | Ла-Ліга           | 31        | 8         | 1                  | 0                  | –                    | –                    | 32     | 8      |
| «Гранада»         | 2013–14           | Ла-Ліга           | 36        | 12        | 0                  | 0                  | –                    | –                    | 36     | 12     |
| «Гранада»         | 2014–15           | Ла-Ліга           | 28        | 8         | 0                  | 0                  | –                    | –                    | 28     | 8      |
| «Гранада»         | 2015–16           | Ла-Ліга           | 35        | 16        | 3                  | 1                  | –                    | –                    | 38     | 17     |
| «Гранада»         | Разом             | Разом             | 130       | 44        | 4                  | 1                  | –                    | –                    | 134    | 45     |
| «Аль-Духаїль»     | 2016–17           | Ліга зірок Катару | 18        | 24        | 0                  | 0                  | 4                    | 3                    | 22     | 27     |
| «Аль-Духаїль»     | 2017–18           | Ліга зірок Катару | 20        | 26        | 3                  | 7                  | 9                    | 9                    | 32     | 42     |
| «Аль-Духаїль»     | 2018–19           | Ліга зірок Катару | 22        | 26        | 6                  | 3                  | 6                    | 4                    | 34     | 33     |
| «Аль-Духаїль»     | Разом             | Разом             | 60        | 76        | 9                  | 10                 | 19                   | 16                   | 88     | 102    |
| «Олімпіакос»      | 2019–20           | Суперліга         | 34        | 20        | 3                  | 0                  | 12                   | 7                    | 49     | 27     |
| «Олімпіакос»      | Разом             | Разом             | 34        | 20        | 3                  | 0                  | 12                   | 7                    | 49     | 27     |
| Усього за кар'єру | Усього за кар'єру | Усього за кар'єру | 320       | 179       | 22                 | 11                 | 37                   | 27                   | 379    | 218    |

### Статистика виступів за збірну
| Дата       | Місто            | Господарі            | Результат | Гості                | Турнір                                   | Голи | Примітки |
| ---------- | ---------------- | -------------------- | --------- | -------------------- | ---------------------------------------- | ---- | -------- |
| 4-9-2010   | Рабат            | Марокко              | 0 – 0     | ЦАР                  | Відбір до Кубка африканських націй 2012  | -    | 65'      |
| 9-10-2010  | Дар-ес-Салам     | Танзанія             | 0 – 1     | Марокко              | Відбір до Кубка африканських націй 2012  | -    | 88'      |
| 17-11-2010 | Белфаст          | Північна Ірландія    | 1 – 1     | Марокко              | товариський матч                         | -    | 71'      |
| 27-3-2011  | Аннаба           | Алжир                | 1 – 0     | Марокко              | Відбір до Кубка африканських націй 2012  | -    | 71'      |
| 4-6-2011   | Марракеш         | Марокко              | 4 – 0     | Алжир                | Відбір до Кубка африканських націй 2012  | -    | 85'      |
| 10-8-2011  | Дакар            | Сенегал              | 0 – 2     | Марокко              | товариський матч                         | 1    | 46'      |
| 4-9-2011   | Бангі            | ЦАР                  | 0 – 0     | Марокко              | Відбір до Кубка африканських націй 2012  | -    | 75'      |
| 9-10-2011  | Марракеш         | Марокко              | 3 – 1     | Танзанія             | Відбір до Кубка африканських націй 2012  | -    | 71'      |
| 11-11-2011 | Марракеш         | Марокко              | 0 – 1     | Уганда               | товариський матч                         | -    |          |
| 23-1-2012  | Лібревіль        | Марокко              | 1 – 2     | Туніс                | Кубок африканських націй 2012 - 1-й етап | -    | 78'      |
| 27-1-2012  | Лібревіль        | Габон                | 3 – 2     | Марокко              | Кубок африканських націй 2012 - 1-й етап | -    | 46'      |
| 29-2-2012  | Марракеш         | Марокко              | 2 – 0     | Буркіна-Фасо         | товариський матч                         | 1    |          |
| 2-6-2012   | Банжул           | Гамбія               | 1 – 1     | Марокко              | Відбір до ЧС 2014                        | -    | 65'      |
| 9-6-2012   | Марракеш         | Марокко              | 2 – 2     | Кот-д'Івуар          | Відбір до ЧС 2014                        | -    | 64'      |
| 13-10-2012 | Марракеш         | Марокко              | 4 – 0     | Мозамбік             | Відбір до Кубка африканських націй 2013  | 1    |          |
| 14-11-2012 | Касабланка       | Марокко              | 0 – 1     | Того                 | товариський матч                         | -    | 65'      |
| 8-1-2013   | Йоганнесбург     | Замбія               | 0 – 0     | Марокко              | товариський матч                         | -    | 46'      |
| 19-1-2013  | Йоганнесбург     | Ангола               | 0 – 0     | Марокко              | Кубок африканських націй 2013 - 1-й етап | -    | 71'      |
| 23-1-2013  | Дурбан           | Марокко              | 1 – 1     | Кабо-Верде           | Кубок африканських націй 2013 - 1-й етап | 1    | 46' 70'  |
| 27-1-2013  | Дурбан           | Марокко              | 2 – 2     | ПАР                  | Кубок африканських націй 2013 - 1-й етап | -    |          |
| 24-3-2013  | Дар-ес-Салам     | Танзанія             | 3 – 1     | Марокко              | Відбір до ЧС 2014                        | 1    | 57'      |
| 8-6-2013   | Марракеш         | Марокко              | 2 – 1     | Танзанія             | Відбір до ЧС 2014                        | 1    |          |
| 15-6-2013  | Марракеш         | Марокко              | 2 – 0     | Гамбія               | Відбір до ЧС 2014                        | -    |          |
| 7-9-2013   | Абіджан          | Кот-д'Івуар          | 1 – 1     | Марокко              | Відбір до ЧС 2014                        | 1    |          |
| 11-10-2013 | Агадір           | Марокко              | 1 – 1     | ПАР                  | товариський матч                         | -    |          |
| 5-3-2014   | Марракеш         | Марокко              | 1 – 1     | Габон                | товариський матч                         | 1    | 85'      |
| 23-5-2014  | Фару             | Мозамбік             | 0 – 4     | Марокко              | товариський матч                         | 2    |          |
| 28-5-2014  | Алгарве          | Ангола               | 2 – 0     | Марокко              | товариський матч                         | -    | 67'      |
| 6-6-2014   | Москва           | Росія                | 2 – 0     | Марокко              | товариський матч                         | -    | 76'      |
| 3-9-2014   | Касабланка       | Марокко              | 0 – 0     | Катар                | товариський матч                         | -    |          |
| 5-9-2015   | Сан-Томе (місто) | Сан-Томе і Принсіпі  | 0 – 3     | Марокко              | Відбір до Кубка африканських націй 2017  | 1    | 79'      |
| 9-10-2015  | Агадір           | Марокко              | 0 – 1     | Кот-д'Івуар          | товариський матч                         | -    | 66'      |
| 12-11-2015 | Агадір           | Марокко              | 2 – 0     | Екваторіальна Гвінея | Відбір до ЧС 2018                        | 1    | 74'      |
| 15-11-2015 | Бата             | Екваторіальна Гвінея | 1 – 0     | Марокко              | Відбір до ЧС 2018                        | -    | 76'      |
| 26-3-2016  | Прая             | Кабо-Верде           | 0 – 1     | Марокко              | Відбір до Кубка африканських націй 2017  | 1    | 67'      |
| 29-3-2016  | Марракеш         | Марокко              | 2 – 0     | Кабо-Верде           | Відбір до Кубка африканських націй 2017  | 2    | 70'      |
| 27-5-2016  | Танжер           | Марокко              | 2 – 0     | Республіка Конго     | товариський матч                         | -    | 46'      |
| 3-6-2016   | Радес            | Лівія                | 1 – 1     | Марокко              | Відбір до Кубка африканських націй 2017  | -    |          |
| 8-10-2016  | Франсвіль        | Габон                | 0 – 0     | Марокко              | Відбір до ЧС 2018                        | -    | 46'      |
| 9-1-2017   | Аль-Айн          | Марокко              | 0 – 1     | Фінляндія            | товариський матч                         | -    | 46'      |
| 16-1-2017  | Оєм              | ДР Конго             | 1 – 0     | Марокко              | Кубок африканських націй 2017 - 1-й етап | -    | 79'      |
| 15-11-2019 | Рабат            | Марокко              | 0 – 0     | Мавританія           | Відбір до Кубка африканських націй 2021  | -    | 75'      |
| 9-10-2020  | Рабат            | Марокко              | 3 – 1     | Сенегал              | товариський матч                         | 1    | 76'      |
| 13-10-2020 | Рабат            | Марокко              | 1 – 1     | ДР Конго             | товариський матч                         | -    | 63'      |
| 13-11-2020 | Касабланка       | Марокко              | 4 – 1     | ЦАР                  | Відбір до Кубка африканських націй 2021  | -    | 72'      |
| 26-3-2021  | Нуакшот          | Мавританія           | 0 – 0     | Марокко              | Відбір до Кубка африканських націй 2021  | -    | 81'      |
| 30-3-2021  | Рабат            | Марокко              | 1 – 0     | Бурунді              | Відбір до Кубка африканських націй 2021  | -    | 88'      |
| Усього     |                  | Матчів               | 47        |                      | Голів                                    | 16   |          |